# Beautiful People (canción de Chris Brown)
“Beautiful People” —en español: «Gente hermosa»— es el título de la canción del cantante estadounidense de R&B, Chris Brown, con la colaboración del DJ y productor italiano Benny Benassi. Fue compuesta por el mismo Brown, junto a Jean-Baptiste, Marco Benassi y Allessandro Benassi, siendo estos dos últimos, los encargados de la producción de la canción. 
Fue lanzado como el tercer sencillo del cuarto álbum de estudio de Brown, F.A.M.E., el 11 de marzo de 2011. Posteriormente, fue incluido en el cuarto álbum de Benny Benassi, Electroman, lanzado en junio de 2011. Brown interpretó la canción en vivo en la edición estadounidense de Dancing with the Stars y en la ceremonia de los MTV Video Music Awards 2011.

## Composición
“Beautiful People” es una canción "uptempo", con influencias del electro house, dancehall y el europop, en el que se puede encontrar con tintes hasta del R&B. "Beautiful People", ya desde el propio título, inspira un claro mensaje optimista y edificante, amparado por frases en la que reza: "En todas partes donde he estado, lo único que veo es gente guapa...". Por lo que se ha llegado a opinar de esta canción que: "estimula a todos en la pista de baile para mantener la cabeza arriba y descubrir la belleza interior". "Cuando estaba escribiendo la canción, no pretendía ser egoísta ni presumir, jactarme o hablar de coches caros, el dinero o las chicas. Me estaba sintiendo capaz de dar inspiración a la gente con la música de baile como vehículo. Tenemos un montón de cosas trágicas alrededor y el mundo debe unirse como un todo para dejar la negatividad de lado", expresó Brown en una entrevista con Jayson Rodriguez para la cadena MTV.

## Video musical
El video musical fue estrenado en el programa The Seven, emitido por MTV, el 22 de marzo de 2011. Fue realizado con filmaciones personales, y muestra momentos espontáneos de Brown, en el que cuenta con la aparición especial de reconocidos artistas como Brandy, Tyga, Game, Big Sean, Ryan Leslie, Bow Wow, Pharrell Williams, Swizz Beatz, T-Pain, Estelle, Teyana Taylor, Omarion, Diddy, Kevin McCall, Nelly, y Timbaland.
El vídeo comienza mostrando a Brown y su dance crew, The Rejectz, recorriendo las calles por la noche en monopatín. Luego, se dirige al estudio de grabación donde lo esperan varios amigos famosos donde escuchan la canción. El video también combina escenas de Brown y Benassi realizando sus conciertos por separado, y de Brown bailando con T-Pain en el estudio. Más escenas cuentan con Brown en el club con Teyana Taylor, Brandy, y Omarion. El vídeo termina mostrando a Brown frente a una pared en la que está inscripta la palabra 'Beautiful People' en grafiti.

## Lista de canciones
| Descarga digital |                                   |          |  |
| N.º              | Título                            | Duración |  |
| 1.               | «Beautiful People» (Main Version) | 3:45     |  |
| 2.               | «Beautiful People» (Club Mix)     | 5:57     |  |

| EP Digital (Remixes) |                                                |          |  |
| N.º                  | Título                                         | Duración |  |
| 1.                   | «Beautiful People» (Felix Cartal Club Remix)   | 4:31     |  |
| 2.                   | «Beautiful People» (The Knocks Club Remix)     | 4:38     |  |
| 3.                   | «Beautiful People» (Mike D Club Remix)         | 5:04     |  |
| 4.                   | «Beautiful People» (Ultimate High Radio Remix) | 3:45     |  |
| 5.                   | «Beautiful People» (Lenny B Radio Mix)         | 3:19     |  |
| 6.                   | «Beautiful People» (Cosmic Dawn Club Remix)    | 6:20     |  |
| 7.                   | «Beautiful People» (Tonal Radio Remix)         | 4:03     |  |

## Posicionamiento en listas y certificaciones
| Listas (2011)                                       | Mejor posición |
| --------------------------------------------------- | -------------- |
| Alemania (Offizielle Deutsche Charts)               | 30             |
| Australia (ARIA)                                    | 7              |
| Australia (Urban Singles Chart)                     | 3              |
| Austria (Ö3 Austria Top 40)                         | 26             |
| Bélgica (Flandes) (Ultratop 50)                     | 19             |
| Bélgica (Valonia) (Ultratop 50)                     | 19             |
| Canadá (Canadian Hot 100)                           | 22             |
| Dinamarca (Tracklisten)                             | 11             |
| Escocia (Official Charts Company)                   | 5              |
| Eslovaquia (Rádio Top 100)                          | 25             |
| Estados Unidos (Billboard Hot 100)                  | 43             |
| Estados Unidos (Bubbling Under R&B/Hip-Hop Singles) | 1              |
| Estados Unidos (Hot Dance Club Songs)               | 1              |
| Estados Unidos (Latin Pop Airplay)                  | 39             |
| Francia (SNEP)                                      | 26             |
| Hungría (Rádiós Top 40)                             | 14             |
| Irlanda (IRMA)                                      | 3              |
| Nueva Zelanda (Recorded Music NZ)                   | 6              |
| Países Bajos (Mega Single Top 100)                  | 25             |
| Reino Unido (UK Dance Chart)                        | 2              |
| Reino Unido (UK Singles Chart)                      | 4              |
| Suecia (Sverigetopplistan)                          | 46             |
| Suiza (Schweizer Hitparade)                         | 36             |

| País           | Listas (2011)                   | Posición |
| -------------- | ------------------------------- | -------- |
| Australia      | Australian Singles Chart        | 50       |
| Bélgica        | Belgian Singles Chart (Flandes) | 63       |
| Bélgica        | Belgian Singles Chart (Valonia) | 96       |
| Canadá         | Canadian Hot 100                | 84       |
| Estados Unidos | Hot Dance Club Songs            | 8        |
| Países Bajos   | Single Top 100                  | 97       |
| Reino Unido    | UK Singles Chart                | 16       |

| País          | Organismo certificador | Certificación    | Ref.   |
| ------------- | ---------------------- | ---------------- | ------ |
| Australia     | ARIA                   | Disco de Platino | [ 38 ] |
| Dinamarca     | IFPI (Dinamarca)       | Disco de Oro     | [ 39 ] |
| Nueva Zelanda | RIANZ                  | Disco de Oro     | [ 40 ] |

## Historial de lanzamientos
| País           | Fecha               | Versión             | Formato          | Discográfica |
| -------------- | ------------------- | ------------------- | ---------------- | ------------ |
| Australia      | 11 de marzo de 2011 | Versión de sencillo | Descarga digital | Sony Music   |
| Canadá         | 11 de marzo de 2011 | Versión de sencillo | Descarga digital | Sony Music   |
| Irlanda        | 11 de marzo de 2011 | Versión de sencillo | Descarga digital | Sony Music   |
| Nueva Zelanda  | 11 de marzo de 2011 | Versión de sencillo | Descarga digital | Sony Music   |
| Francia        | 22 de marzo de 2011 | Versión de sencillo | Descarga digital | Sony Music   |
| Noruega        | 8 de abril de 2011  | Versión de sencillo | Descarga digital | Sony Music   |
| Bélgica        | 11 de abril de 2011 | Versión de sencillo | Descarga digital | Sony Music   |
| Países Bajos   | 11 de abril de 2011 | Versión de sencillo | Descarga digital | Sony Music   |
| Reino Unido    | 19 de abril de 2011 | Remix EP            | Descarga digital | RCA Records  |
| Estados Unidos | 19 de abril de 2011 | Remix EP            | Descarga digital | Jive Records |
| Alemania       | 27 de mayo de 2011  | Versión de sencillo | Sencillo en CD   | Sony Music   |